# رشيد بوهنة
رشيد أحمد بوهنة (بالفرنسية: Rachid Bouhenna)‏ (ولد يونيو 29, 1991) هو لاعب كرة قدم جزائري يلعب حاليا في الرابطة الجزائرية المحترفة الأولى ومع نادي مولودية الجزائر.

## مع النادي
في حزيران / يونيه عام 2015، وقع بوهنة عقدا لمدة ثلاث سنوات مع نادي مولودية الجزائر.

## وصلات خارجية
- رشيد بوهنة profile at DZFoot.com (بالفرنسية)(بالفرنسية)
- رشيد بوهنة على موقع قاعدة بيانات كرة القدم.إي يو (الإنجليزية)
- رشيد بوهنة على موقع Soccerway.com (الإنجليزية)